# Франклін-Парк (Флорида)
Франклін-Парк (англ. Franklin Park) — переписна місцевість (CDP) у США, в окрузі Бровард штату Флорида. Населення — 1025 осіб (2020).

## Географія
Франклін-Парк розташований за координатами 26°8′3″ пн. ш. 80°10′35″ зх. д. / 26.13417° пн. ш. 80.17639° зх. д. (26.134108, -80.176253). За даними Бюро перепису населення США в 2010 році переписна місцевість мала площу 0,20 км², уся площа — суходіл.

## Демографія
Згідно з переписом 2010 року, у переписній місцевості мешкало 860 осіб у 287 домогосподарствах у складі 205 родин. Густота населення становила 4215 осіб/км². Було 353 помешкання (1730/км²).
Расовий склад населення:
| - 97,9 % — чорних або афроамериканців - 0,5 % — білих - 0,1 % — корінних американців - 0,1 % — азіатів |

### Перепис 2010
До двох чи більше рас належало 1,3 %. Частка іспаномовних становила 1,0 % усіх жителів.
За віковим діапазоном населення розподілялося таким чином: 35,1 % — особи до 18 років, 60,5 % — особи у віці 18—64 років, 4,4 % — особи у віці 65 років та старші. Медіана віку мешканця становила 26,3 року. На 100 осіб жіночої статі у переписній місцевості припадало 87,0 чоловіків; на 100 жінок у віці від 18 років та старших — 79,4 чоловіків також старших 18 років.
Середній дохід на одне домашнє господарство становив 26 342 долари США (медіана — 21 574), а середній дохід на одну сім'ю — 26 323 долари (медіана — 25 298). За межею бідності перебувало 42,3 % осіб, у тому числі 52,9 % дітей у віці до 18 років та 0,0 % осіб у віці 65 років та старших.
Цивільне працевлаштоване населення становило 256 осіб. Основні галузі зайнятості: освіта, охорона здоров'я та соціальна допомога — 24,2 %, роздрібна торгівля — 23,8 %, будівництво — 20,7 %.

### Перепис 2000
За даними перепису 2000 року у Франклін-Парк проживало 943 особи, 218 сімей, нараховувалося 308 домашніх господарств і 322 житлових будинки. Середня щільність населення становила близько 3626,92 людини на один квадратний кілометр. Расовий склад населеного пункту розподілився таким чином: 0,64 % білих, 97,56 % — чорних або афроамериканців, 0,11 % — корінних американців, 1,38 % — представників змішаних рас, 0,32 % — інших народностей. Іспаномовні становили 1,27 % усіх жителів місцевості.
З 308 домашніх господарств у 44,8 % виховували дітей у віці до 18 років, 18,8 % представляли собою подружні пари, у 41,9 % сімей жінки проживали без чоловіків, 28,9 % не мали сімей. 20,1 % загального числа сімей на момент перепису жили самостійно, при цьому 4,9 % становили самотні літні люди у віці 65 років і старше. Середній розмір домашнього господарства становив 3,06 особи, а середній розмір сім'ї — 3,51 людини.
Середній дохід на одне домашнє господарство статистично відокремленої місцевості становив 23 311 доларів США, а середній дохід на одну сім'ю — 23 007 доларів. При цьому чоловіки мали середній дохід у 17 679 доларів США в рік проти 16 641 долар середньорічного доходу в жінок. Дохід на душу населення статистично відокремленої місцевості становив 23 311 доларів в рік. 35,4 % всього числа сімей у населеному пункті і 38,2 % усієї чисельності населення перебувало на момент перепису населення за межею бідності, при цьому 46,3 % з них були молодші 18 років — у віці 65 років і старше.